# Braughing Warren Bourne
Der Braughing Warren Bourne ist ein Wasserlauf in Hertfordshire, England. Er entsteht als Abfluss eines Befestigungsgrabens östlich von Braughing und fließt in südwestlicher Richtung bis zu seiner Mündung in den River Rib östlich von Puckeridge.